# Strahinja Jovanović
Strahinja Jovanović (in serbo Страхиња Јовановић?; Belgrado, 1º giugno 1999) è un calciatore serbo, attaccante dell'Oqjetpes.

## Caratteristiche tecniche
È un'ala sinistra.

## Carriera

### Nazionale
Il 16 ottobre 2018 ha esordito con la nazionale Under-21 serba disputando il match di qualificazione per gli Europei del 2019 pareggiato 0-0 contro l'Armenia.